# Llengües formosanes
Les llengües formosanes són un conjunt de llengües austronèsies parlades a Taiwan abans de l'arribada de la cultura xinesa, i totes elles estan extingides o seriosament amenaçades per la substitució lingüística en favor del xinès. Els parlants nadius viuen en zones de muntanya de l'interior de l'illa i no supera els 200000 entre les diferents varietats.
Les llengües formosanes mantenen ordres diferents de la frase, amb tendència a col·locar el verb al principi de l'oració. Dins l'inventori de fonemes, destaca un sistema vocàlic reduït (la majoria de llengües tenen únicament quatre vocals) i un sistema consonàntic mitjà (al voltant de les vint).
Alguns dels idiomes amb més pes dins d'aquest grup són la llengua atayal, amis, puyuma, papora, rukai i tsou.